# Kamm (Huhn)

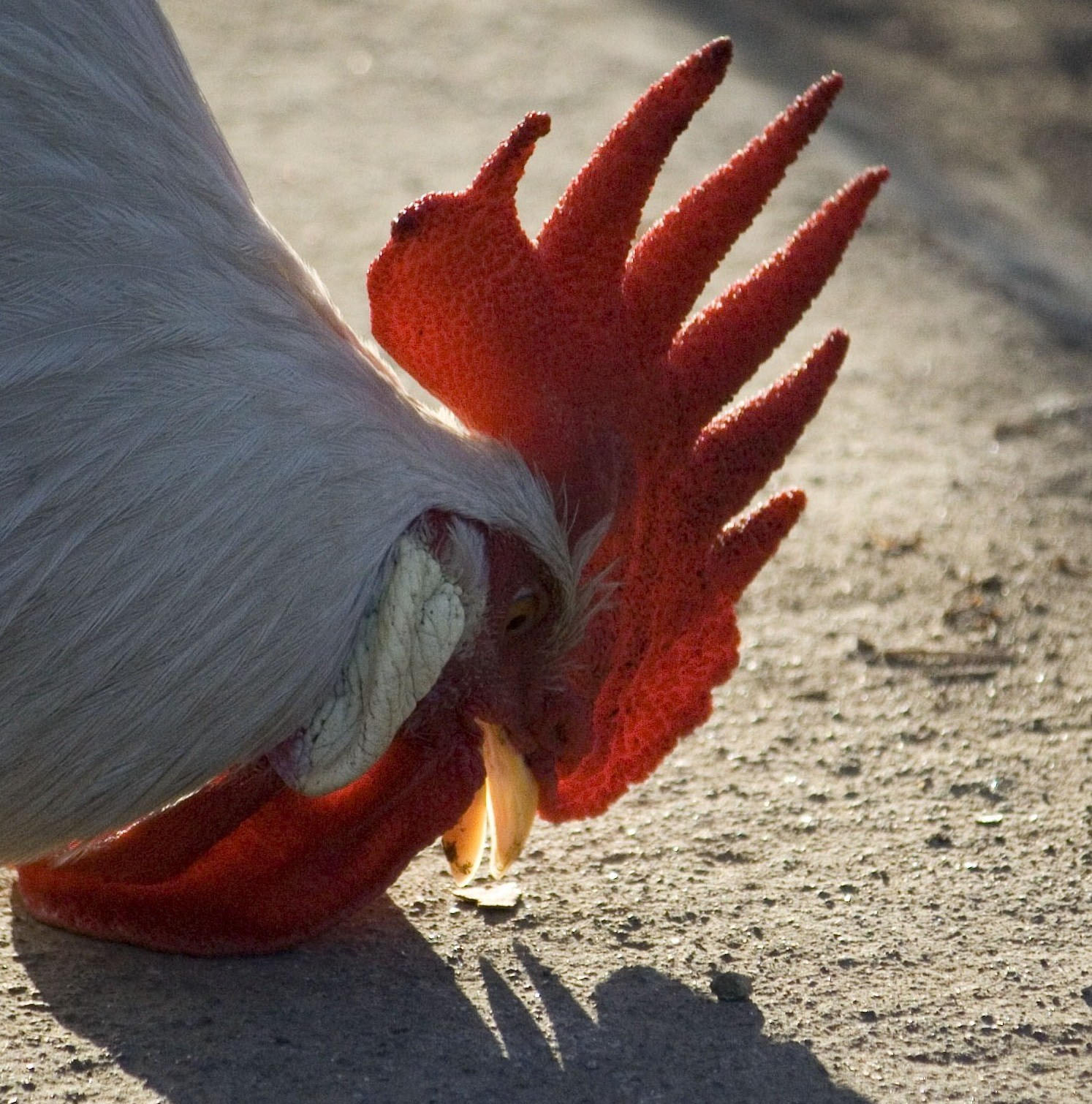
Hahnenkamm

Der Kamm der Kammhühner (Crista carnosa) ist ein fleischiger Hautlappen, der dem Kopf aufsitzt und vor allem bei männlichen Tieren stark ausgeprägt ist (Hahnenkamm). Der Hennenkamm ist gewöhnlich kleiner, aber während der Hahnenkamm seine einmal erreichte Größe nicht verändert, ist der Hennenkamm in der Legeperiode größer als während der Legepausen oder der Mauser.

## Anatomie
In der häufigsten Form als Einfachkamm oder Stehkamm weist der Kamm ein Kammblatt auf, das im vorderen Bereich zu einer Kammstütze verbreitert ist, am oberen Ende Kammzacken aufweist und im hinteren Bereich zur frei stehenden oder aufliegenden Kammfahne ausläuft. Das Kammblatt hat an der Basis eine mittlere Schicht aus Fettgewebe, die von Bindegewebe (Stratum laxum) eingefasst ist. Den Hauptteil des Kammblatts macht die Intermediärschicht aus, das aus Schleimsubstanzen besteht, die von Fibrillen eingefasst sind (fibromukoides Gewebe), was ihr flexible Festigkeit verleiht. Darüber liegt die stark durchblutete Dermis und die Epidermis. Der Kamm kann auch Federn bilden, was bei manchen Hühnerrassen zur Ausbildung einer Federhaube (Crista pennarum) führt.

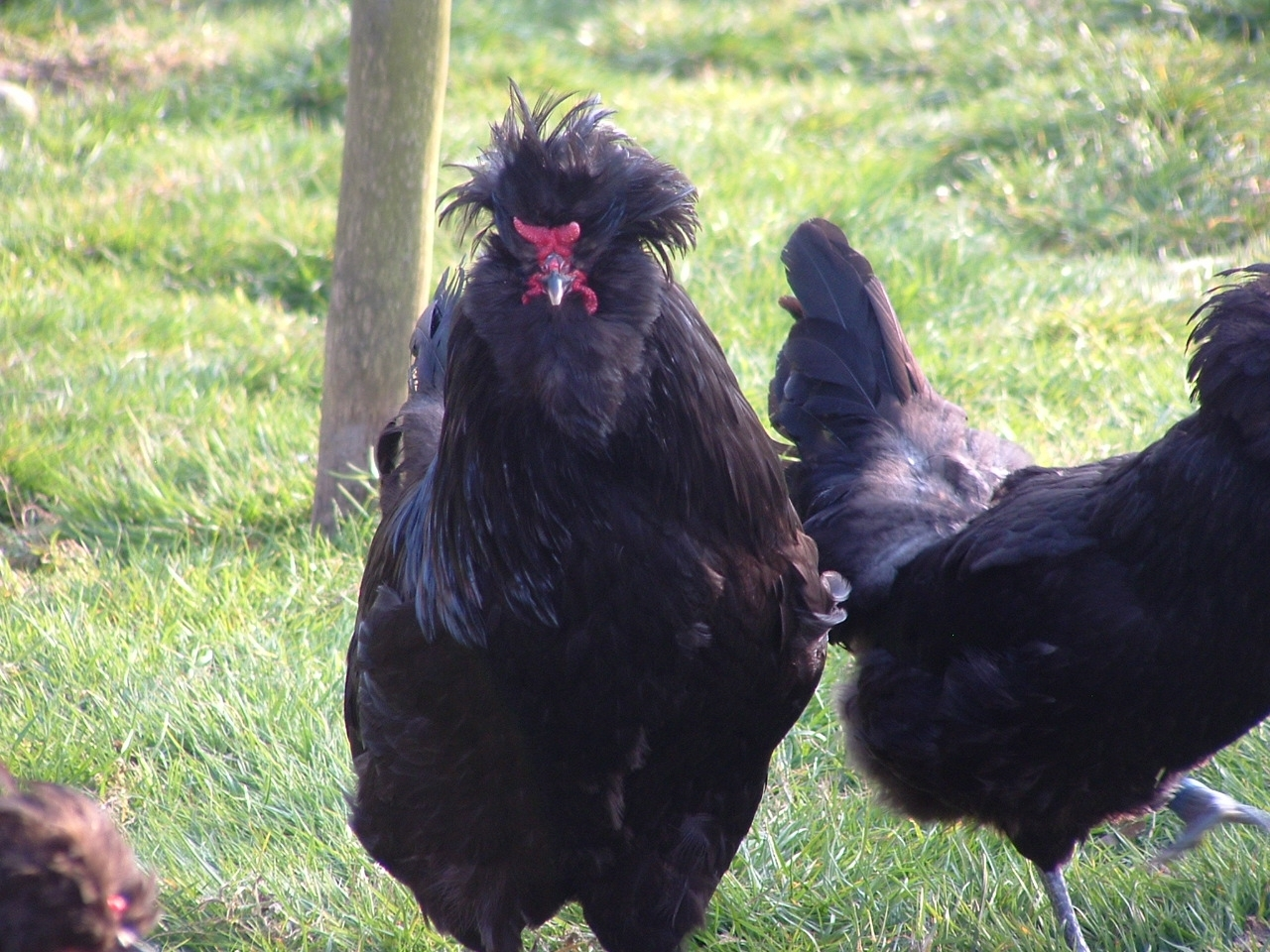
Crevecœurhuhn mit ausgeprägter Federhaube und Geweihkamm.

## Formen
Teilweise extreme Kämme tragen Hähne einiger Haushuhn-Zuchtformen. Der Blätter- oder Schmetterlingskamm besteht aus zwei nebeneinander liegenden, gezackten Blättern, der Erbsenkamm aus drei Reihen von Fleischhöckern, der Rosenkamm ist ein breiter, warziger, nach hinten in einen Dorn auslaufender Wulst. Ein Kamm, der seitlich herunterhängt, wird als Schlotterkamm bezeichnet. Der mittig geteilte Kamm nennt sich Hörnerkamm. Es besteht aus zwei aufgerichteten Hörnchen, welche gerade oder v-förmig sein können.

## Nutzung

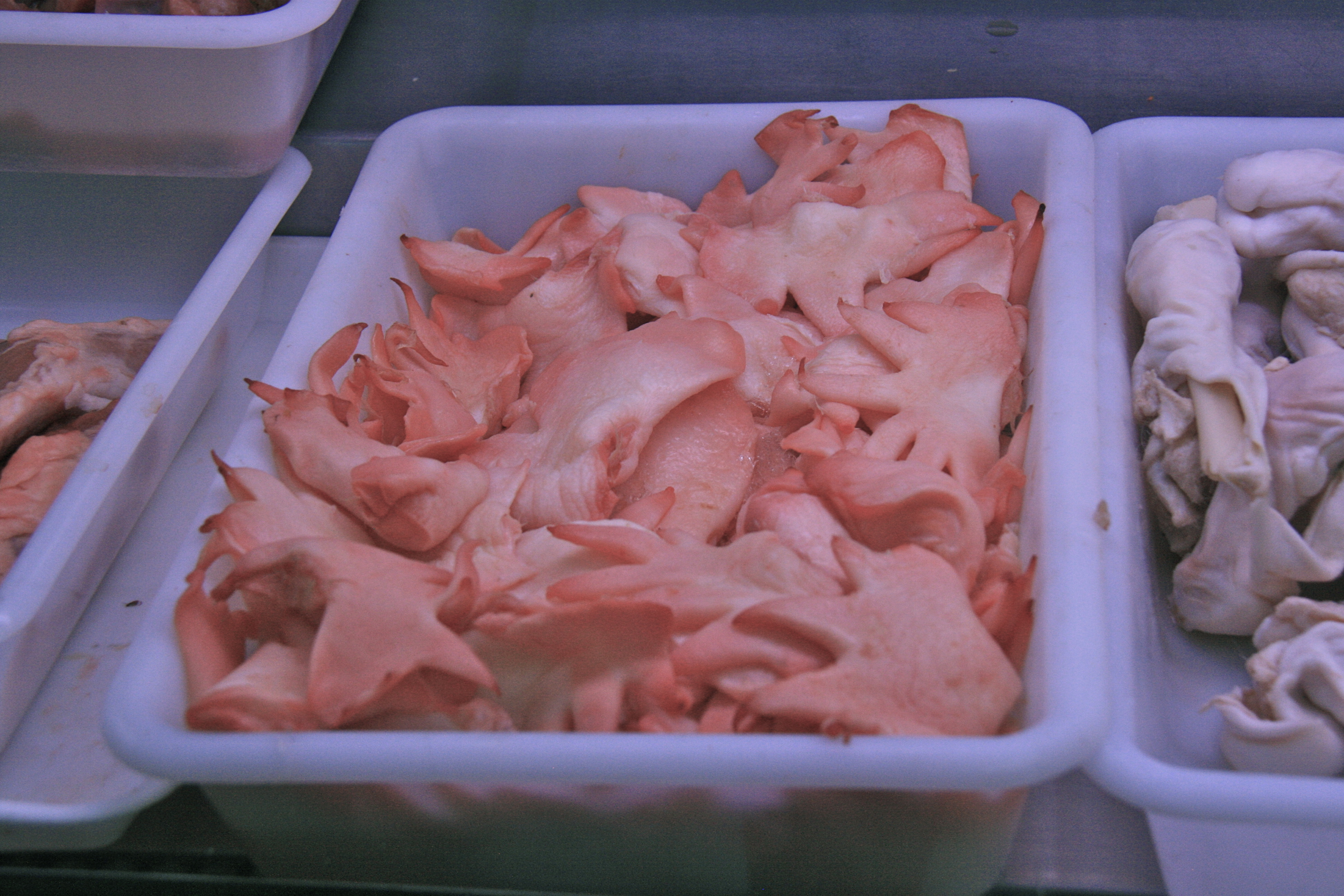
Hahnenkämme zum Verzehr

Die Kämme vom männlichen Haushuhn werden in der Küche verwertet und gelten in manchen Kreisen als Delikatesse, sind in Deutschland jedoch heute kaum noch erhältlich. Zur Vorbereitung werden sie kurz überbrüht und die dünne Haut wird mit den Fingern abgestreift. Dann werden sie gründlich gewässert, bis sie weiß geworden sind und üblicherweise in Hühnerbrühe mit Zitronensaft gegart. Je nach Rezept werden Hahnenkämme als Ragout zubereitet oder z. B. mit Trüffeln oder Farce gefüllt, paniert oder durch Teig gezogen und gebacken. In der klassischen Küche werden sie als Vorspeise oder Beilage serviert. Als Teil des Geflügelkleins sind Hahnenkämme Bestandteil einfacher Gerichte.
Außerdem können Hahnenkämme zur Gewinnung von Hyaluronsäure verwendet werden.

## Redensart
Die Redewendung Jemand hat einen roten Hahn auf dem Dach bedeutet, dass jemandes Haus brennt, da lodernde Flammen optisch an den roten Kamm des Hahns erinnern.
Auch die Redewendung Jemandem schwillt der Kamm bezieht sich auf den Hahnenkamm, der in der Balz und bei anderen Erregungszuständen anschwillt.